# Giuseppe Vairo
Giuseppe Vairo (* 24. Januar 1917 in Paola; † 25. Juli 2001) war Erzbischof von Potenza-Muro Lucano-Marsico Nuovo.

## Leben
Giuseppe Vairo empfing am 16. Juni 1940 die Priesterweihe. Er wirkte im Erzbistum Cosenza zunächst als Gemeindepfarrer und wurde später Sekretär von Erzbischof Aniello Calcara sowie erzbischöflicher Delegat bei der Katholischen Aktion. 1959 wurde Vairo Generalvikar des Erzbistums Cosenza.
Johannes XXIII. ernannte ihn am 8. Juli 1961 zum Weihbischof in Cosenza und Titularbischof von Uthina. Der Erzbischof von Rossano, Giovanni Rizzo, weihte ihn am 20. August desselben Jahres zum Bischof; Mitkonsekratoren waren Raffaele Barbieri, Bischof von Cassano all’Jonio, und Umberto Luciano Altomare, Weihbischof in Mazara del Vallo.
Der Papst ernannte ihn am 19. Januar 1962 zum Bischof von Gravina e Irsina (Montepeloso). Vairo nahm an allen Sitzungsperioden des Zweiten Vatikanischen Konzils von 1962 bis 1965 teil. Papst Paul VI. ernannte ihn am 22. Dezember 1970 zum Erzbischof von Acerenza. Von seinem Amt als Bischof von Gravina e Irsina (Montepeloso) trat er am 23. Dezember 1971 zurück. Am 5. März 1973 wurde er zum Bischof von Melfi-Rapolla und zum Bischof von Venosa ernannt. Am 25. Oktober 1976 wurde er zum Bischof von Tricarico ernannt. Zum Erzbischof von Potenza-Marsico Nuovo und Bischof von Muro Lucano wurde er am 3. Dezember 1977 ernannt. Von seinem Amt als Erzbischof von Acerenza trat er am 12. Februar 1979 zurück. Am 30. September 1986 wurde er zum Erzbischof von Potenza-Muro Lucano-Marsico Nuovo ernannt. 
Am 19. Januar 1993 nahm Johannes Paul II. seinen altersbedingten Rücktritt an.